# Janet Asimov
Janet Asimov (nombre de soltera, Janet Opal Jeppson) (Ashland, Pensilvania, Estados Unidos, 6 de agosto de 1926-25 de febrero de 2019) fue una escritora estadounidense de ciencia ficción y psicoanalista. Comenzó escribiendo libros de ciencia ficción para niños firmando con el seudónimo J O Jeppson en la década de 1970. Se casó con Isaac Asimov en 1973, y su matrimonio duró hasta la muerte de este en 1992; trabajaron juntos en la publicación de varios libros de ciencia ficción enfocados a lectores jóvenes, incluida la serie Crónicas Norby. También se hizo cargo de algunas columnas que Asimov publicaba en algunos periódicos. Fue humanista, liberal y activista defensora de los derechos de los animales.

## Primeros años
Janet Asimov obtuvo su licenciatura en la Universidad de Stanford, después de haber comenzado sus estudios universitarios en Wellesley College, y se graduó como Doctora en Medicina en la Escuela Médica de la Universidad de Nueva York, trabajando como psicoanalista hasta 1986.
Su primer texto publicado como escritora fue un cuento de misterio que apareció en el número de mayo de 1966 de The Saint Mistery Magazine.
Según el propio Isaac Asimov, los libros en los que escribieron juntos eran 90 por ciento de Janet, pero aparecían con el nombre de él para fines comerciales, a petición del editor.

### Novelas
Serie The Roiss (como J.O. Jeppson):
1. The Second Experiment (1974)
2. The Last Immortal (1980)

Independientes:
- Mind Transfer (1988)
- Murder at the Galactic Writers' Society (1995)
- The House Where Isadora Danced (2009), como J.O. Jeppson

### Novelas infantiles
Crónicas Norby (The Norby Chronicles) (con Isaac Asimov):
1. Norby el robot extravagante, o Un robot especial (Norby, the Mixed-Up Robot) (1983)
2. El otro secreto de Norby (Norby's Other Secret) (1984)
3. Norby y la princesa desaparecida (Norby and the Lost Princess) (1985)
4. Norby y los invasores (Norby and the Invaders) (1985)
5. Norby y el collar de la reina (Norby and the Queen's Necklace) (1986)
6. Norby salva al Universo, o Norby salva el Universo (Norby Finds a Villain) (1987)
7. Norby regresa a la Tierra (Norby Down to Earth) (1989)
8. La gran aventura de Norby (Norby and Yobo's Great Adventure) (1989)
9. Norby and the Oldest Dragon (1990)
10. Norby and the Court Jester (1991)
11. Norby and the Terrified Taxi (1997), solo Janet Asimov tras la muerte de Isaac Asimov

Independientes:
- The Package in Hyperspace (1988)[2]

### Colecciones
- The Mysterious Cure, and Other Stories of Pshrinks Anonymous (1985) (como J.O. Jeppson en el de tapas duras, como Janet Asimov tapas blandas)[3]
- The Touch: Epidemic of the Millennium. Editado × Patrick Merla. ISBN 0-7434-0715-6. (Janet Asimov contributor)

### Antologías
- Laughing Space: Funny Science Fiction Chuckled Over (1982) con Isaac Asimov

### No ficción
- How to Enjoy Writing: A Book of Aid and Comfort (1987)  Isaac Asimov
- Frontiers II (1993) con Isaac Asimov
- It's Been a Good Life (2002) editado, con Isaac Asimov
- Notes for a Memoir: On Isaac Asimov, Life, and Writing (as Janet Jeppson Asimov) (New York: Prometheus Books, 2006); ISBN 1-59102-405-6[4]

Escritos médicos
- Alcohol biomarkers: clinical significance and biochemical basis (2001) con Lakshman, R., et. al.[5]
- Towards common reference intervals in clinical chemistry. An attempt at harmonization between three hospital laboratories in Skåne, Sweden. (1999) con Bäck, S. E., et. al.[6]
- High-voltage electrophoresis in urinary amino acid screening. (1970) con Holmgren, G. & Samuelson, G.[7]